# Epeus alboguttatus
Epeus alboguttatus är en spindelart som först beskrevs av Tord Tamerlan Teodor Thorell 1887.  Epeus alboguttatus ingår i släktet Epeus och familjen hoppspindlar. Inga underarter finns listade i Catalogue of Life.